# Бреазова (Тимиш)
Бреазова (рум. Breazova) насеље је у Румунији у округу Тимиш у општини Марђина. Oпштина се налази на надморској висини од 191 m.

## Прошлост
Аустријски царски ревизор Ерлер је 1774. године констатовао да место припада Фачетском округу, Лугожког дистрикта. Становништво је било претежно влашко. Када је 1797. године пописан православни клир ту је само један свештеник. Парох поп Мартин Поповић (рукоп. 1764) служио се само румунским језиком.

## Становништво
Према подацима из 2002. године у насељу је живело 259 становника.

### Попис2002.
| Расподела становништва по националности 2002.‍ | Расподела становништва по националности 2002.‍ | Расподела становништва по националности 2002.‍ | Расподела становништва по националности 2002.‍ | Расподела становништва по националности 2002.‍ |
| --------------------------------------------- | --------------------------------------------- | --------------------------------------------- | --------------------------------------------- | --------------------------------------------- |
|                                               |                                               |                                               |                                               |                                               |
| Румуни                                        | Румуни                                        |                                               | 234                                           | 91,8%                                         |
| Украјинци                                     | Украјинци                                     |                                               | 21                                            | 8,2%                                          |